# رویرو، کنیا
رویرو (به انگلیسی: Ruiru) شهری در استان مرکزی واقع در کشور کنیا است که در سال ۱۹۹۹ میلادی ۷۹٫۷۴۱ نفر جمعیت داشته و جمعیت آن در سال ۲۰۰۵ میلادی به ۲۲۵٫۷۹۴ نفر رسیده‌است.